# Онтова
Онтова — деревня в составе Шуньгского сельского поселения Медвежьегорского района Республики Карелия.

## Общие сведения
Расположена на восточном берегу озера Путкозеро.

## Население
| 2002 | 2010 | 2013 |
| ---- | ---- | ---- |
| 8    | ↘4   | ↗5   |